# Municipio de Bluffton (Iowa)
El municipio de Bluffton (en inglés: Bluffton Township) es un municipio ubicado en el condado de Winneshiek en el estado estadounidense de Iowa. En el año 2010 tenía una población de 445 habitantes y una densidad poblacional de 4,78 personas por km².

## Geografía
El municipio de Bluffton se encuentra ubicado en las coordenadas 43°23′7″N 91°54′33″O / 43.38528, -91.90917. Según la Oficina del Censo de los Estados Unidos, el municipio tiene una superficie total de 93.08 km², de la cual 93,08 km² corresponden a tierra firme y (0 %) 0 km² es agua.

## Demografía
Según el censo de 2010, había 445 personas residiendo en el municipio de Bluffton. La densidad de población era de 4,78 hab./km². De los 445 habitantes, el municipio de Bluffton estaba compuesto por el 98,2 % blancos, el 0,22 % eran amerindios y el 1,57 % eran de una mezcla de razas. Del total de la población el 1,35 % eran hispanos o latinos de cualquier raza.